# Michel Polnareff
Michel Polnareff, född 3 juli 1944 i Nérac, Lot-et-Garonne, Frankrike, är en fransk sångare och låtskrivare. Han åtnjöt stor popularitet i Frankrike under 1960-talets senare del och 1970-talet. Genombrottet kom 1966 med låten "La Poupée qui fait non" som spelades in i England. Den fanns med på hans debutalbum där han också samskrivit två låtar med Procol Harums låtskrivare Keith Reid. Albumet var en mix av franska traditioner och brittisk popmusik. Hans låt "Tout, Tout Pour Ma Cherie" från 1969 blev 1971 en jättehit i Japan. 1999 spelades den in av gruppen Pizzicato Five. Han var under en period på 1970-talet bosatt i USA där han fick en mindre hit med låten "If You Only Believe (Jesus for Tonite)" som nådde plats 48 på Billboard-listan 1976.
Hans senaste studioalbum släpptes 1990, men han har flera gånger under 2010-talet meddelat att ett nytt album är på gång. Han har däremot kontinuerligt fortsatt ge konserter.